# Communauté de communes d'Othe-en-Armançon
La communauté de communes d'Othe-en-Armançon  est une ancienne communauté de communes française, située dans le département de l'Yonne et la région Bourgogne.
Créée le 28 décembre 1999, elle disparait le 1er janvier 2014. Ses communes membres sont alors intégrées dans d'autres intercommunalités : la plupart fusionnent au sein de la communauté de communes du Florentinois, à l'exception de Bernouil, Dyé et Flogny-la-Chapelle, qui rejoignent la communauté de communes Le Tonnerrois en Bourgogne, et de Carisey, qui rejoint la communauté de communes du Pays chablisien.

## Composition
Elle regroupe 12 communes :
| Nom                        | Code Insee | Gentilé            | Superficie (km2) | Population (dernière pop. légale) | Densité (hab./km2) |
| -------------------------- | ---------- | ------------------ | ---------------- | --------------------------------- | ------------------ |
| Flogny-la-Chapelle (siège) | 89169      | Capello-Floviniens | 23,75            | 1 029 (2014)                      | 43                 |
| Bernouil                   | 89038      | Bernouillais       | 4,55             | 109 (2014)                        | 24                 |
| Beugnon                    | 89041      | Beugnonais         | 7,70             | 329 (2014)                        | 43                 |
| Butteaux                   | 89061      |                    | 7,55             | 262 (2014)                        | 35                 |
| Carisey                    | 89062      | Cariséens          | 11,29            | 368 (2014)                        | 33                 |
| Dyé                        | 89149      | Dyéens             | 17,00            | 202 (2014)                        | 12                 |
| Lasson                     | 89219      |                    | 7,07             | 133 (2014)                        | 19                 |
| Neuvy-Sautour              | 89276      | Neuvy-Sautouriens  | 19,06            | 946 (2014)                        | 50                 |
| Percey                     | 89292      | Perciquois         | 9,56             | 237 (2014)                        | 25                 |
| Sormery                    | 89398      | Solimariens        | 30,56            | 353 (2014)                        | 12                 |
| Soumaintrain               | 89402      | Soumaintrinois     | 10,61            | 203 (2014)                        | 19                 |
| Villiers-Vineux            | 89474      |                    | 11,18            | 320 (2014)                        | 29                 |